# Chuỗi nhu cầu
Chuỗi nhu cầu đề cập đến sự gia tăng nhu cầu hoặc giảm cầu hoặc giảm nhu cầu.

## Khái niệm
Phân tích các hoạt động của doanh nghiệp như một chuỗi liên kết là một cách thử và kiểm chứng để tiết lộ các cơ hội tạo ra giá trị. Nhà kinh tế kinh doanh Michael Porter của Trường Kinh doanh Harvard đi tiên phong trong phương pháp tiếp cận chuỗi giá trị này: "chuỗi giá trị phân tách doanh nghiệp thành các hoạt động có liên quan chiến lược của nó để hiểu chi phí và nguồn tiềm năng hiện tại của sự khác biệt". Đây là cơ chế vi mô ở cấp độ công ty cân bằng cung và cầu ở cấp độ thị trường vĩ mô.
Các ứng dụng ban đầu trong phân phối, sản xuất và mua chung đã dẫn đến một chủ đề được gọi là chuỗi cung ứng. Các chuỗi cung ứng cũ đã được chuyển thành chuỗi cung ứng hiện đại nhanh hơn, rẻ hơn và đáng tin cậy hơn nhờ vào đầu tư vào công nghệ thông tin, phân tích chi phí và phân tích quy trình.
Tiếp thị, bán hàng và dịch vụ là một nửa khác của chuỗi giá trị, tập hợp và thúc đẩy nhu cầu, và được gọi là Chuỗi nhu cầu. Tiến bộ trong việc chuyển đổi phía cầu của doanh nghiệp là đằng sau phía cung, nhưng ngày nay có sự quan tâm ngày càng tăng trong việc chuyển đổi các chuỗi nhu cầu.
Nếu không có sự hợp tác xuyên suốt chức năng quản lý chuỗi cung ứng (SCM)/tiếp thị, các doanh nghiệp không thể được kỳ vọng đáp ứng tối ưu và kịp thời các yêu cầu của khách hàng.

## Thách thức
Hiện tại, dường như có bốn thách thức chính trong việc chuyển đổi chuỗi nhu cầu và làm cho chúng nhanh hơn, gọn gàng hơn và tốt hơn:
- Liên kết chuỗi cung ứng với nhu cầu
- Hệ thống thông tin chuỗi nhu cầu
- Quy trình tái cấu trúc chuỗi nhu cầu
- Phân phối và tối ưu hóa tài nguyên chuỗi nhu cầu

## Liên kết chuỗi cung ứng với nhu cầu - "theo nhu cầu" v "đẩy dự báo"
Thách thức của việc cải thiện mối liên hệ giữa cung và cầu đã chiếm nhiều chuyên gia chuỗi cung ứng trong những năm gần đây; và các khái niệm như "chuỗi cung ứng theo nhu cầu" và chuỗi cung ứng do khách hàng điều hành đã thu hút sự chú ý và trở thành chủ đề của hội nghị và hội thảo.
Không ngạc nhiên khi các thuộc tính cơ bản của một chuỗi cung ứng "theo nhu cầu" là các phong trào vật chất (hoặc thực hiện bổ sung) được trực tiếp kích hoạt bởi nhu cầu riêng của mình. Những phần của chuỗi cung ứng phản ứng trực tiếp với các đơn đặt hàng, chẳng hạn như "thực hiện để đặt hàng" hoặc "lắp ráp theo đơn đặt hàng", do đó, "theo nhu cầu".
Chuỗi cung ứng "Sản xuất thành phẩm và lưu trữ trong kho" cũng có thể là "theo nhu cầu" nếu số lượng bổ sung của từng cá nhân được xác định bằng cách thay thế hàng tồn kho đã được tiêu thụ bởi hoạt động theo chiều thuận ngay lập tức (tức là bán cho khách hàng, được sử dụng bởi quy trình sản xuất hoặc Điều này trái ngược với chuỗi cung ứng "thúc đẩy bằng dự báo" trong đó khách hàng phải đối mặt với số lượng bổ sung được tính toán bằng cách sử dụng dự báo các yêu cầu trong tương lai và số dư tồn kho tối thiểu (tức là tồn kho an toàn) trong khi tất cả các hoạt động ngược dòng được kết hợp trực tiếp đến dự báo bằng tính toán MRP.
Do không thể tránh khỏi dự báo không chính xác, chuỗi cung ứng "đẩy có dự báo" bị tồn kho quá mức và không cân bằng và, mặc dù rất nhiều chi phí xúc tiến (và chi phí liên quan) dễ bị các vấn đề về dịch vụ. Các chuỗi cung ứng như vậy cũng trải nghiệm hiệu ứng roi da. Điều này xảy ra do lỗi dự báo được khuếch đại khi nó xáo trộn chuỗi cung ứng và nó có hệ quả không mong muốn của việc tăng chi phí chuỗi cung ứng và các vấn đề dịch vụ, do khả năng cung cấp không thể đáp ứng được mô hình cầu gai và toàn bộ chuỗi trở nên không ổn định như một hệ quả tất yếu. Ngược lại, các chuỗi cung ứng "theo nhu cầu" được bảo vệ khỏi sự cần thiết phải được đệm từ sự biến đổi và roi da bởi tác động của "quá trình tách" và do đó có thể đáp ứng các cấp dịch vụ theo kế hoạch với mức tồn kho thấp hơn đáng kể và chi phí năng lực. " Vật lý nhà máy"1996, Hopp & Spearman)
Chuỗi cung ứng "theo nhu cầu" sử dụng dự báo cho các mục đích lập kế hoạch - nhưng không thực hiện bổ sung. Dự báo được sử dụng cho lập kế hoạch tài chính và năng lực là các thành phần chính của "Kế hoạch bán hàng và hoạt động". Giá trị chính xác và chiến lược của S&OP thực sự được nâng cao khi chuỗi cung ứng là "theo nhu cầu" bởi vì chúng ít bị sử dụng năng lực ngoài dự kiến, "chữa cháy" và tập trung vào giải quyết các vấn đề hiệu suất hiện tại (ví dụ: hàng tồn kho và dịch vụ). Chuỗi cung ứng "theo nhu cầu" cũng sử dụng dự báo cho Quản lý sự kiện (ví dụ: xây dựng tồn kho cho các sự kiện dự đoán) khi chiến lược hoãn lại không phải là một lựa chọn.
Mặc dù trong nhiều năm, các nhà nghiên cứu đã viết rất nhiều về lợi ích của việc thúc đẩy chuỗi cung ứng với nhu cầu (ví dụ: Forrester 1958, 1961; Burbidge 1983; Christopher & Towill 1995), chỉ từ năm 2005 có các khái niệm 'yêu cầu thúc đẩy' được thông qua bởi các nhà cung cấp phần mềm quản lý chuỗi cung ứng và ngành công nghiệp. (ví dụ: Quy hoạch, Công nghệ dòng chảy nhu cầu, MRP theo nhu cầu

## Hệ thông thông tin
Thông tin về các hoạt động và chi phí là một nguồn lực cần thiết để cải thiện hiệu suất chuỗi giá trị. Thông tin như vậy ngày nay có sẵn cho chuỗi cung ứng, do việc triển khai rộng rãi công nghệ ERP (các hệ thống như SAP), và các hệ thống này là công cụ trong việc chuyển đổi hiệu suất chuỗi cung ứng.
Phát triển CNTT Chuỗi nhu cầu đã tập trung vào tiếp thị dựa trên cơ sở dữ liệu và hệ thống CRM. Hoạt động theo nhu cầu và chi phí liên quan vẫn được ghi lại một cách không nhất quán, chủ yếu là trên bảng tính và thậm chí sau đó chất lượng của thông tin có xu hướng không đầy đủ và không chính xác.
Tuy nhiên, gần đây, các hệ thống quản lý tài nguyên tiếp thị đã có sẵn để lập kế hoạch, theo dõi và đo lường các hoạt động và chi phí như một phần được nhúng trong quy trình làm việc tiếp thị.
"MRM là một tập hợp các quy trình và khả năng nhằm nâng cao khả năng dàn dựng và tối ưu hóa việc sử dụng các nguồn lực tiếp thị nội bộ và bên ngoài... Mong muốn đối phó với sự phức tạp tiếp thị ngày càng tăng, cùng với nhiệm vụ làm nhiều hơn với ít hơn, trình điều khiển chính đằng sau sự tăng trưởng của MRM" 
Việc triển khai các hệ thống MRM thường cho thấy các vấn đề về quy trình phải được giải quyết, như Gartner đã quan sát
"Tất cả các quá thường xuyên, các doanh nghiệp lớn thiếu tài liệu hoặc tiêu chuẩn hóa quy trình tiếp thị - dẫn đến sai lệch, mâu thuẫn và nỗ lực lãng phí. Nhân viên tiếp thị thường xuyên xoay vòng trách nhiệm công việc. Cùng với sự tiến bộ cản trở đối với các thực hành và quy trình tốt nhất, sự hỗn loạn này góp phần làm mất trí nhớ của công ty và các bài học chính. Đường cong học tập kéo dài ảnh hưởng đến nhân viên mới hoặc chuyển giao khi họ đấu tranh để tìm thông tin hoặc phải học lại những gì tổ chức, có hiệu lực, đã "biết." 

## Cải tiến quy trình
Các quy trình trong chuỗi nhu cầu thường ít được tổ chức tốt và xử lý kỷ luật hơn so với tương đương bên cung của chúng. Điều này phát sinh một phần từ sự vắng mặt của một khuôn khổ thỏa thuận để phân tích quá trình chuỗi nhu cầu.
Philip Kotler và Robert Shaw gần đây đã đề xuất một khuôn khổ như vậy. Mô tả nó như là "Ý tưởng cho chuỗi nhu cầu" họ nói:
"Quá trình I2D có thể được mô tả như trong Phụ lục 1; nó là hình ảnh phản chiếu của chuỗi cung ứng và chứa tất cả các hoạt động dẫn đến nhu cầu được kích thích. Tuy nhiên, không giống như chuỗi cung ứng, đã phân phối thành công các nền kinh tế theo quy mô thông qua quá trình đơn giản hóa và kiểm soát quy trình, chuỗi nhu cầu của tiếp thị là nguyên thủy và không hiệu quả. Ở nhiều công ty, nó bị phân mảnh, che khuất bởi các ranh giới của các bộ phận, vô hình và không được quản lý."

## Phân đoạn ngân sách, nhắm mục tiêu và tối ưu hóa
Ngân sách chuỗi nhu cầu cho tiếp thị, bán hàng và chi phí dịch vụ là đáng kể. Tối đa hóa tác động của chúng lên giá trị cổ đông đã trở thành một mục tiêu tài chính quan trọng cho người ra quyết định. Phát triển một ngôn ngữ được chia sẻ qua tiếp thị và tài chính là một trong những thách thức để đạt được mục tiêu này.
Phân đoạn là điều đầu tiên để quyết định. Từ góc độ tài chính chiến lược, "các phân khúc là các trung tâm chịu trách nhiệm mà thu được một số liệu riêng về doanh thu và chi phí". Từ góc độ tiếp thị "phân khúc là hành vi chia thị trường thành các nhóm người mua riêng biệt có thể yêu cầu các sản phẩm và/hoặc hỗn hợp tiếp thị riêng biệt". Một thách thức quan trọng đối với người ra quyết định là làm thế nào để sắp xếp hai quan điểm tiếp thị và tài chính này trên phân khúc.
Nhắm mục tiêu ngân sách là điều cuối cùng để quyết định. Từ quan điểm tiếp thị, thách thức là cách "phân bổ tối ưu một ngân sách tiếp thị cụ thể cho các thị trường mục tiêu khác nhau". Từ quan điểm tài chính, vấn đề là một trong phân bổ nguồn lực và ngân sách "xác định đúng số lượng tài nguyên để thực hiện chiến lược tối đa hóa giá trị".
Tối ưu hóa cung cấp cơ sở kỹ thuật cho các quyết định hướng mục tiêu. Mặc dù lý thuyết tối ưu hóa toán học đã tồn tại từ những năm 1950, nhưng ứng dụng tiếp thị của nó chỉ bắt đầu vào những năm 1970, và thiếu dữ liệu và sức mạnh máy tính đã hạn chế các yếu tố cho đến những năm 1990.
Từ năm 2000, việc áp dụng toán học cho phân khúc ngân sách, nhắm mục tiêu và tối ưu hóa đã trở nên phổ biến hơn. Tại Anh, Giải thưởng IPA đã ghi nhận hơn 1000 trường hợp lập mô hình hơn 15 năm, như là một phần của quá trình trao giải. Các tiêu chí đánh giá là nghiêm ngặt và không phải là vấn đề về hương vị hay thời trang. Người tham gia phải chứng minh vượt quá mọi nghi ngờ hợp lý rằng tiếp thị có lợi nhuận. Nó cho phép tiếp thị được đưa sân khấu trung tâm theo bốn cách quan trọng 
Đầu tiên, nó dịch ngôn ngữ tiếp thị và bán hàng sang ngôn ngữ của phòng họp. Tài chính và lợi nhuận là ngôn ngữ ưa thích của ban điều hành hiện đại. Các chiến lược tiếp thị và bán hàng phải được chứng minh về khả năng tăng giá trị tài chính của doanh nghiệp. Nó cung cấp một cầu nối giữa tiếp thị và các chức năng khác.
Thứ hai, nó tăng cường trách nhiệm của chuỗi nhu cầu. Trongnhận thức của Phòng Tiếp thị, sở thích vàsự hài lòng thường được theo dõi như là các mục tiêu thay thế cho giá trị cổ đông. Trong bộ phận bán hàng, chi tiêu khuyến mãi thường được sử dụng để tăng khối lượng, ngay cả khi kết quả là không có lợi nhuận. Mô hình hóa tối ưu hóa có thể đánh giá các thực tiễn này và hỗ trợ các phương thức trách nhiệm nghiêm ngặt hơn.
Thứ ba, nó cung cấp một đối số phản đối việc cắt giảm ngân sách chuỗi nhu cầu tùy ý. Lợi nhuận trên các mô hình đầu tư tiếp thị có thể giúp chứng minh tác động tài chính của hoạt động thúc đẩy nhu cầu là tích cực và tiêu cực, và do đó giúp hỗ trợ ngân sách dựa trên thực tế.
Cuối cùng, mô hình hóa lợi nhuận chuỗi nhu cầu khuyến khích một cuộc tranh luận chiến lược. Bởi vì dòng tiền dài hạn và tính toán NPV có thể cho thấy hiệu quả giá trị cổ đông của tiếp thị, bán hàng và dịch vụ, lập luận mạnh mẽ có thể được thực hiện cho việc đưa chuỗi nhu cầu trên một cơ sở bình đẳng cho chuỗi cung ứng.